# Zwiebel Borsdorfer
Zwiebel Borsdorfer es una  variedad cultigen de manzano (Malus domestica).
'Zwiebel Borsdorfer' es de origen desconocido, que está encuadrada al grupo de manzanas alemanas de la herencia denominadas Borsdorfer. Fue descrito por primera vez de forma segura por Hirschfeld en 1778.

## Sinónimos
- "Zwiebelborsdorfer",
- "Oignon de Borsdorf",
- "Zipollenapfel",
- "Zwiebelapfel".[5]

## Historia
El origen del 'Zwiebelborsdorf' es desconocido, se dice que proviene de Holanda o Alemania. Se relata que se conocía en el área de Leipzig ya en el siglo XVII. Fue descrito por primera vez de forma segura por Hirschfeld en 1778.

## Características
El árbol de 'Zwiebel Borsdorfer' forma una corona mediana, plana y con ramas delgadas. En la madurez, las ramas se destacan casi horizontalmente.
El fruto de 'Zwiebel Borsdorfer' es de tamaño pequeño a mediano y de forma redonda-plana con una copa profundamente hundida. La cavidad peduncular presenta "russeting" (pardeamiento áspero superficial que presentan algunas variedades); el pedúnculo es muy corto. La cavidad calicina es mate brillante. Los frutos son sensibles a la presión. Cuando están maduros, los frutos tienen epidermis de color de fondo amarillo claro, sobre color rojos planos o flameados en el lado soleado. La pulpa de textura finas es firme y de color blanco amarillento claro. El sabor es predominantemente vino ácido con dulzura variable; Los frutos tienen poco jugo y sabor.
Su tiempo de recogida de cosecha se inicia a finales de octubre. Las frutas se pueden almacenar durante aproximadamente 5–6 meses en un almacén natural fresco. El rendimiento del árbol comienza temprano y tiene periodos de alternancia (contrañada).

## Cultivo
'Zwiebel Borsdorfer' es poco exigente en términos de suelo y condiciones climáticas y prospera incluso en áreas de altitud y suelos difíciles. En Sajonia se recomienda para lugares fríos y suelos húmedos.

## Uso
La variedad se utilizó principalmente como una manzana económica y de producción de sidra. En 1886 fue recomendado por la "Asociación Alemana de Pomólogos" para el secado.